# Expérience de Rüchardt

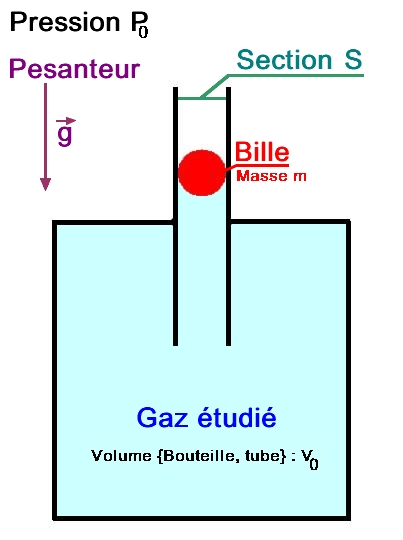
Schéma de l'expérience de Rüchardt

L'expérience de Rüchardt permet de déterminer un ordre de grandeur du coefficient {\displaystyle \gamma ={\frac {C_{P}}{C_{V}}}} d'un gaz parfait, où :
- {\displaystyle C_{P}} est la capacité thermique isobare
- {\displaystyle C_{V}} est la capacité thermique isochore

Pour faire cette expérience, on place le gaz à étudier dans un récipient étanche muni d'un tube. On y lâche ensuite une bille de diamètre exactement ajusté à celui du tube. Cette bille va alors osciller de haut en bas dans le tube.
Un calcul à l'ordre 1 permet (en faisant l'hypothèse que le gaz subit une transformation adiabatique réversible), de relier {\displaystyle \gamma } à la période T des oscillations par {\displaystyle \gamma ={\frac {4\pi ^{2}mV_{0}}{p_{0}S^{2}T^{2}}}}